# Georges Henri Rivière (muséologue)
Pour les articles homonymes, voir Georges Rivière et Rivière (homonymie).
Georges Henri Rivière, né le 5 juin 1897 à Paris et mort le 24 mars 1985 à Louveciennes (Yvelines), est un muséologue français, fondateur du Musée national des arts et traditions populaires à Paris.
Surnommé « le magicien des vitrines », il a joué un rôle important dans le mouvement de la Nouvelle Muséologie et dans le développement des musées d'ethnographie à l'échelle mondiale au sein du Conseil international des musées (ICOM).

## Biographie

### Famille et formation
Né dans le 18e arrondissement de Paris, il est le neveu du dessinateur Henri Rivière, auquel il emprunta son second prénom en 1920, pour se faire appeler Georges Henri lorsque son oncle s'occupa de lui après le suicide de son père Jules en 1912. Son oncle exercera une forte influence sur lui et il dira à son propos: "Inspirateur explicite d'une carrière musicale refoulée, inspirateur implicite d'une carrière muséale développée, il a marqué ma vie.".
Il est le frère aîné de l'ethnologue de terrain Thérèse Rivière à qui il fit découvrir le monde de l'ethnologie en l'engageant comme assistante dès son arrivée en 1928 au musée d'ethnographie du Trocadéro.
Il fait ses études au prestigieux collège Rollin. Sa grand-mère lui fit étudier le piano et, après son baccalauréat, il s'inscrivit en 1915 au conservatoire national de musique et de déclamation dont il suivra les cours pendant 2 années.
Jusqu'en 1925, Georges Henri Rivière étudie la  musique puis, de 1923-1925, suit les cours de l'École du Louvre qui éveillent son intérêt pour les musées.

### Musée d'ethnographie du Trocadéro

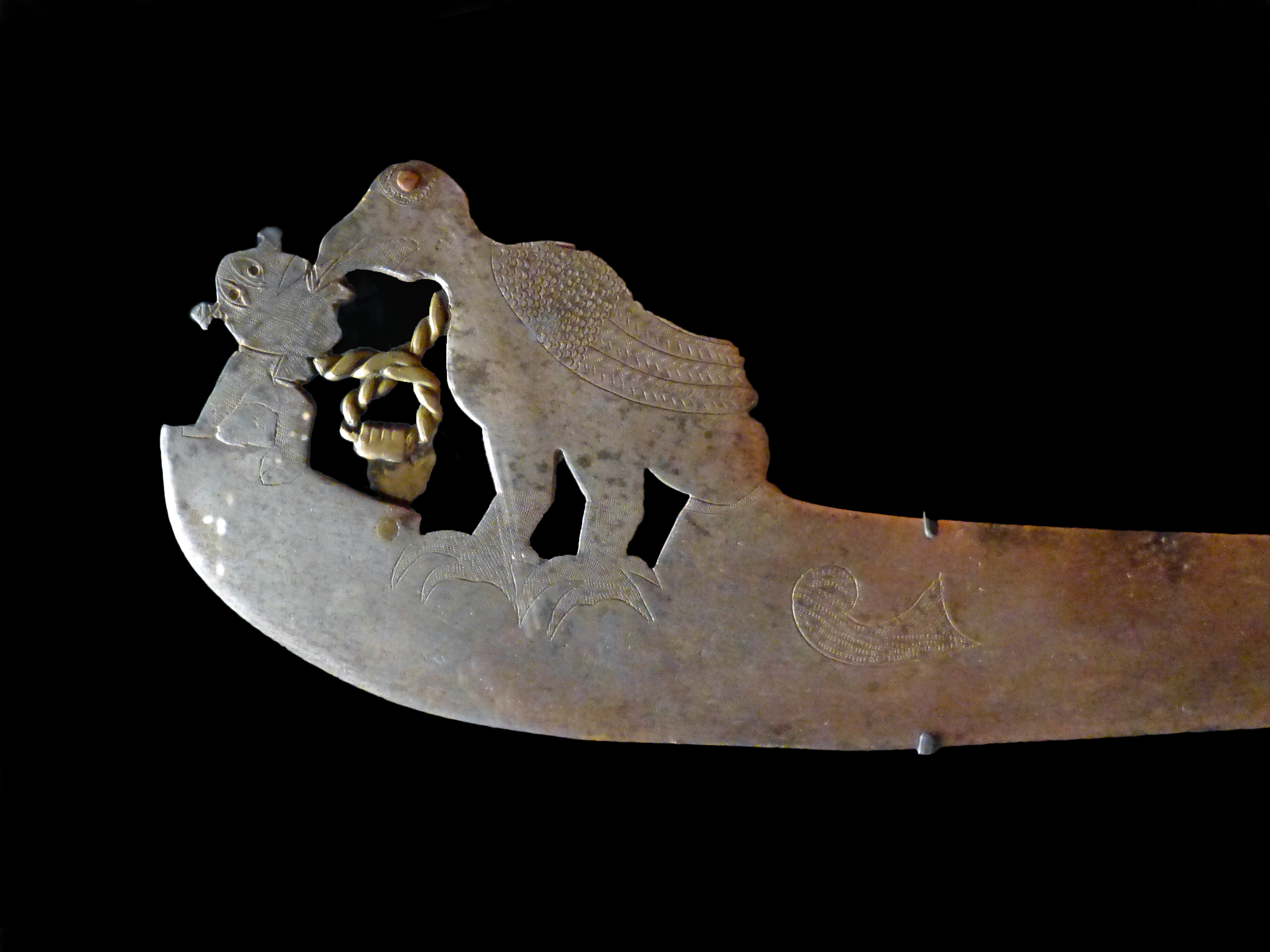
Détail d'un sabre d'apparat du Dahomey donné par GHR au musée de l'Homme en 1931.

En 1926, Georges Henri Rivière devient intendant des collections artistiques de David David-Weill où il est chargé de sa réorganisation. Il découvre au musée d'ethnographie du Trocadéro des pièces d’art précolombien avec l'idée de faire un article pour la revue Cahiers d'art de Christian Zervos. Il est enthousiasmé par ce qu'il y découvre et décide de monter un projet d'exposition, soutenu par le collectionneur. Il obtient les autorisations nécessaires et peut monter son exposition avec l'aide d’un jeune expert inconnu, Alfred Métraux.
Le nouveau directeur du musée d'ethnographie, Paul Rivet, décide de réorganiser le musée avec l'aide de Georges Henri Rivièrequi y présente près de 70 expositions de dès 1928. L'ancien musée d'ethnographie ferme définitivement en 1935 et donne naissance à deux institution : le musée de l'Homme et le Musée des arts et des traditions populaires. 

### Le Musée des arts et des traditions populaires

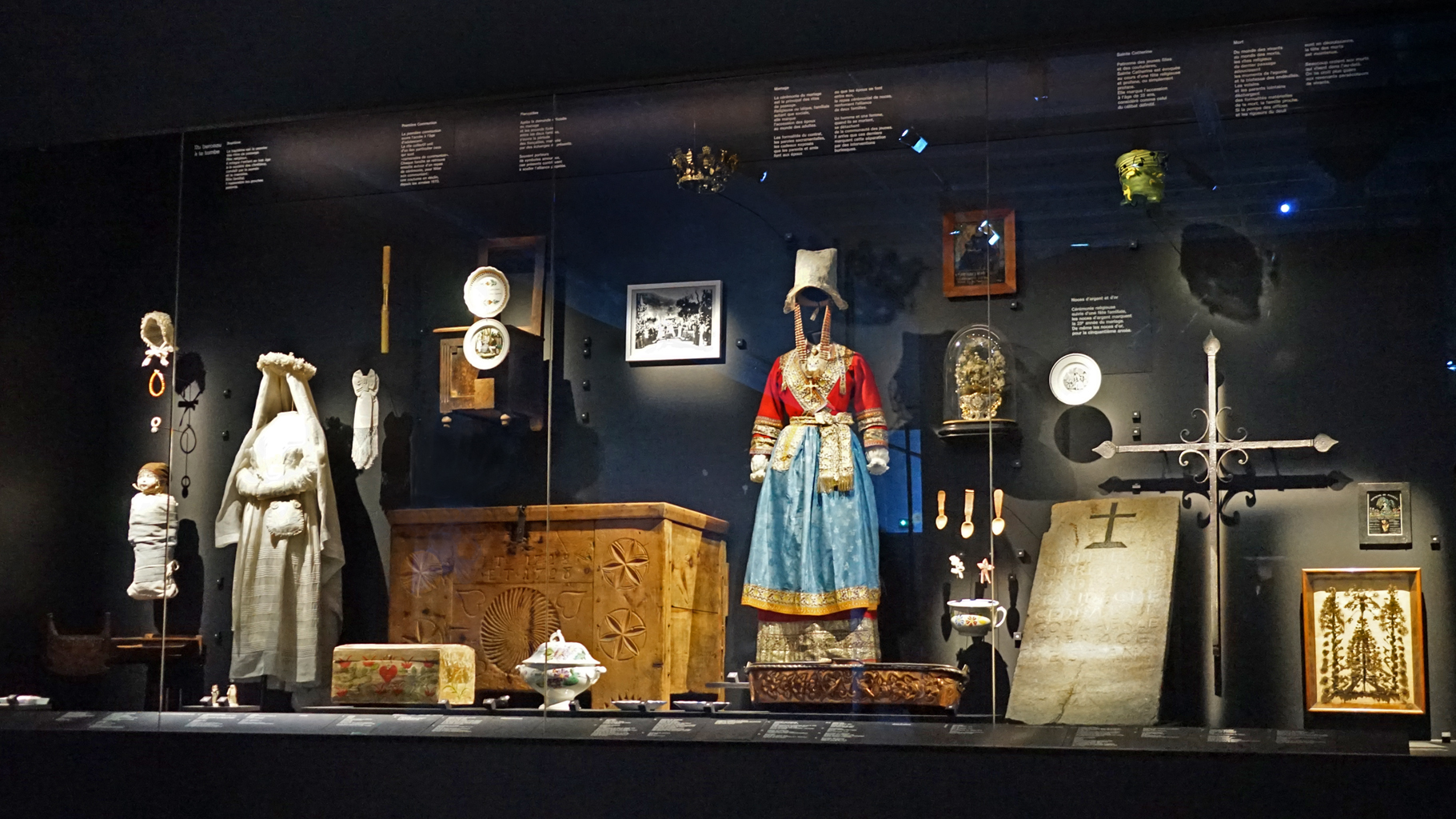
Du berceau à la tombe, vitrine consacrée aux rites de passages conçue par Rivière, reconstituée lors de l'exposition Dioramas au palais de Tokyo en 2017.

Le musée de l'homme se sépare de sa collection d'ethnographie française ce qui donne naissance au musée national des arts et traditions populaires grâce à l'impulsion de George Henri Rivière. De 1937 à 1967, il dirige le musée national des arts et traditions populaires qu'il a conçu et réalisé entièrement. 
Bien que la création du musée remonte à 1937, l'ethnologie du domaine français ne prend véritablement son essor qu'avec la mise en place des enquêtes scientifiques organisées sous le patronage de l'État français (régime de Vichy) durant l'Occupation. Il parvient à l'installer sur le site de l'avenue du Mahatma Gandhi, en bordure du bois de Boulogne. Il y développe une muséographie révolutionnaire et en assure le couronnement scientifique par la création du Centre d'ethnologie française.
Grand découvreur de talents, meneur d'hommes, il joue un rôle essentiel dans la fondation de l'ICOM (Conseil international des musées), dont il est le premier directeur de 1948 à 1965, puis le conseiller permanent jusqu'à sa mort. Il travaille la mise sur pied de l'organisation à travers ses comités, ses conférences générales et son centre de documentation.

### La Fondation culturelle bretonne
Il apparait dans la liste des membres du Haut-Comité régional de patronage de la Fondation culturelle bretonne en 1957.

## Théorie du musée
Bien qu'il ait laissé très peu d'écrits, Georges Henri Rivière a fortement renouvelé la muséologie en France. Ses idées très innovantes et son goût pour les mondanités l'ont amené à mettre en place de véritables « opérations de communication » : il met Joséphine Baker dans une vitrine présentant des collections africaines au musée de l'Homme, ou encore place des gardiens de musée aux quatre coins d'un ring.
Sur la base d'une idée lancée au début des années 1950, il participe au développement du concept d'écomusée qui se répand dans le monde au début des années 1970 avec son successeur au poste de directeur du Conseil international des musées (ICOM), Hugues de Varine. Environnement et pluridisciplinarité sont ses idées maîtresses sur lesquelles sont fondées, entre autres, les « Recherches coopératives sur programme d'Aubrac et du Châtillonnais » dans les années 1960.
Même à la fin de sa vie, il continue de conseiller ceux qui poursuivent son œuvre et de les pousser à l'innovation.

## Décoration
- Commandeur de l'ordre du Mérite artisanal, en qualité de « conservateur du musée des arts et traditions populaires, directeur du conseil international des musées à l'UNESCO » (1956)[15]

## Publications
- Articles parus dans la revue Cahiers d'art
  - Archéologismes, 1926 - 7 - 1re année
  - Jean Lurçat, 1926 - 8 - 1re année
  - Une sculpture chinoise entre au Louvre, 1926 - 10 - 1re année
  - La céramique peinte susienne au musée du Louvre, 1927 - 2 - 2e année
  - Un sondage dans l’art égéen, 1927 - 3 - 2e année
  - Les disques, 1927 - 6 - 2e année
  - Peintures égyptiennes d’époque impériales, 1927 - 9 - 2e année

### Archives personnelles
- Les papiers personnels de Georges Rivière sont conservés aux  Archives nationales, site de Pierrefitte-sur-Seine, sous la cote 690AP : inventaire du fonds.